# Waterschap@inwonersbelangen
Waterschap@inwonersbelangen is een lokale politieke partij in het waterschap Hoogheemraadschap De Stichtse Rijnlanden dat werkzaam is in grote delen van de provincie Utrecht en in een kleiner deel van de provincie Zuid-Holland.
Onder de naam Waterschap@inwonersbelangen deden een aantal lokale partijen uit het werkgebied van het Hoogheemraadschap De Stichtse Rijnlanden mee aan de Waterschapsverkiezingen 2008 en behaalde twee zetels in het algemeen bestuur.

## Verkiezingsresultaten
| Jaartal | Aantal zetels | Aantal stemmen | Percentage | Bestuurders                 |
| ------- | ------------- | -------------- | ---------- | --------------------------- |
| 2008    | 2             | 11.590         | 10%        | Hink Ketting, Piet Terpstra |
| 2015    | 1             | 20.594         | 7,2%       | Eimert Verkaik              |
| 2019    | 1             | 18.630         | 5,4%       | Eimert Verkaik              |
| 2023    |               |                |            |                             |